# アジアハイウェイ19号線
アジアハイウェイ19号線（アジアハイウェイ19ごうせん）は、アジアハイウェイ網の路線の一つ。アジアハイウェイ東南アジア小地域（サブリージョン）の路線の一つ。タイ王国を経由する。総延長は391.4kmである。
アジアハイウェイ12号線の通過地のタイ東北部の都市ナコーンラーチャシーマーを起点する。経路の途中、カビンブリーでアジアハイウェイ1号線と交差し、タイ湾に面する港湾都市レムチャバンを経由し、終点バンコクでアジアハイウェイ1号線およびアジアハイウェイ2号線と接続する。レムチャバンからバンコクまでは高速道路区間となっている。
レムチャバンからバンコクまでの高速道路区間は大メコン圏南部経済回廊のルートの一部でもある。残りの区間は大メコン圏経済回廊のルートではないが、将来経済回廊のルートとなるよう関係国間において調整中である。

## ルート

### タイ王国
区間延長391.4km
- 国道304号線（タイ語版） : ナコーンラーチャシーマー（アジアハイウェイ12号線と接続） - カビンブリー（英語版）（アジアハイウェイ1号線と交差） - パノムサーラカーム
- 国道331号線（タイ語版） : パノムサーラカーム - レムチャバン
- 高速道7号線（タイ語版） : レムチャバン - バンコク（アジアハイウェイ1号線、アジアハイウェイ2号線と接続）

国内道路名称、経由地点は国際連合アジア太平洋経済社会委員会アジアハイウェイデータベースから引用した。

## 参考資料
- Asian Highway （英語） - 国際連合アジア太平洋経済社会委員会による解説
- Asian Highway Route Map (PDF)  （英語） - 国際連合アジア太平洋経済社会委員会によるルート図
- Asian Highway Database （英語） - 国際連合アジア太平洋経済社会委員会によるアジアハイウェイに関するデータベース
- Asian Highway Handbook (PDF)  （英語） - 国際連合アジア太平洋経済社会委員会作成ハンドブック
- Review of Configuration of the Greater Mekong Subregion Economic Corridors (PDF)  （英語） - アジア開発銀行による大メコン圏経済回廊プログラムの分析と提言
- アジアハイウェイ・プロジェクトの概要 - 国土交通省総合政策局
- アジアハイウェイとは - 国土交通省総合政策局